# Ronaldo Pompeu da Silva
Ronaldo Pompeu da Silva, meglio noto come Ronaldo (Caxambu do Sul, 8 aprile 1990), è un calciatore brasiliano con cittadinanza italiana, centrocampista del Castellón.

## Caratteristiche tecniche
Centrocampista centrale dall'ottima tecnica individuale. Possiede una buona abilità nel palleggio. Dispone anche di un ottimo tiro che gli consente di essere pericoloso nelle conclusioni dalla distanza, ma soprattutto sui calci piazzati, essendo un eccellente tiratore di calci di punizione. Tatticamente in fase di possesso palla svaria sul fronte offensivo, dimostrandosi ottimo nel dribbling abbinato ad un'ottima capacità di corsa. Può essere impiegato inoltre come trequartista o da mezzapunta.

## Carriera
Proveniente dal settore giovanile del Mantova, esordisce in Serie B il 27 marzo 2010 in Mantova-Vicenza (1-0), subentrando al 19' della ripresa a Stefano Mondini. Nel corso della partita si conquista un calcio di rigore, poi sbagliato da Alessandro Pellicori. Termina l'annata con 10 presenze. Il 30 giugno 2010 - in seguito al fallimento della società - rimane svincolato.
Il 28 luglio 2010 sottoscrive un contratto annuale con opzione di rinnovo per un ulteriore triennio con il Padova. Esordisce con i veneti il 27 ottobre in Udinese-Padova (4-0), valida per il terzo turno di Coppa Italia, giocando titolare. Mette a segno la sua prima rete tra i professionisti - su calcio di punizione - il 25 gennaio 2011 contro il Livorno.
Il 29 luglio 2011 sottoscrive un triennale con il Grosseto. Il giocatore era rimasto svincolato dopo l'esperienza a Padova. Esordisce in campionato il 17 settembre in Sampdoria-Grosseto (0-0), subentrando al 34' della ripresa al posto di Luigi Consonni. Conclude l'annata con 23 presenze, rendendosi autore di una buona stagione. L'8 gennaio 2013 rescinde il contratto che lo legava al Grosseto.
Il 10 gennaio 2013 passa a parametro zero all'Empoli, firmando un contratto valido fino al 30 giugno 2015 con la società toscana, che poche ore dopo lo gira in prestito al Catanzaro, in Lega Pro Prima Divisione. Esordisce con la nuova maglia tre giorni dopo contro il Latina. Terminato il prestito rientra a Empoli.
Esordisce con i toscani l'8 settembre 2013 contro il Trapani (1-1 il finale), subentrando al 67' al posto di Daniele Croce. Il 9 gennaio 2014 si accorda con la società per il rinnovo del contratto fino al 2016. Il 30 maggio 2014 i toscani si impongono 2-0 sul Pescara, ottenendo - dopo sei anni trascorsi in serie cadetta - la promozione nella massima serie.
Il 16 luglio 2014 la Pro Vercelli ne rileva in prestito il cartellino. L'8 novembre - nel corso della sfida con il Vicenza - riporta la rottura del legamento crociato anteriore del ginocchio destro.
L'11 gennaio 2016 passa a titolo definitivo alla Lazio, che 2 giorni dopo lo gira in prestito alla Salernitana. Dopo essere rimasto a titolo temporaneo al club campano anche nella stagione successiva, l'11 luglio 2017 viene ceduto al Novara, con cui firma un triennale. Il 10 luglio 2019 viene ceduto a titolo definitivo al Padova dove, nel giro di poco tempo, diventa il perno della squadra.
Il 22 luglio 2022 passa a titolo definitivo al LR Vicenza.

## Statistiche

### Presenze e reti nei club
Statistiche aggiornate al 28 maggio 2025.
| Stagione           | Squadra            | Campionato         | Campionato | Campionato | Coppe nazionali | Coppe nazionali | Coppe nazionali | Coppe continentali | Coppe continentali | Coppe continentali | Altre coppe | Altre coppe | Altre coppe | Totale | Totale |
| Stagione           | Squadra            | Comp               | Pres       | Reti       | Comp            | Pres            | Reti            | Comp               | Pres               | Reti               | Comp        | Pres        | Reti        | Pres   | Reti   |
| ------------------ | ------------------ | ------------------ | ---------- | ---------- | --------------- | --------------- | --------------- | ------------------ | ------------------ | ------------------ | ----------- | ----------- | ----------- | ------ | ------ |
| 2009-2010          | Mantova            | B                  | 10         | 0          | CI              | 0               | 0               | -                  | -                  | -                  | -           | -           | -           | 10     | 0      |
| 2010-2011          | Padova             | B                  | 11         | 1          | CI              | 1               | 0               | -                  | -                  | -                  | -           | -           | -           | 12     | 1      |
| 2011-2012          | Grosseto           | B                  | 23         | 0          | CI              | 0               | 0               | -                  | -                  | -                  | -           | -           | -           | 23     | 0      |
| 2012-gen. 2013     | Grosseto           | B                  | 7          | 0          | CI              | 1               | 0               | -                  | -                  | -                  | -           | -           | -           | 8      | 0      |
| Totale Grosseto    | Totale Grosseto    | Totale Grosseto    | 30         | 0          |                 | 1               | 0               |                    | -                  | -                  |             | -           | -           | 31     | 0      |
| gen.-giu. 2013     | Catanzaro          | 1D                 | 13         | 0          | CI+CI-LP        | -               | -               | -                  | -                  | -                  | -           | -           | -           | 13     | 0      |
| 2013-2014          | Empoli             | B                  | 5          | 0          | CI              | 0               | 0               | -                  | -                  | -                  | -           | -           | -           | 5      | 0      |
| 2014-2015          | Pro Vercelli       | B                  | 16         | 3          | CI              | 0               | 0               | -                  | -                  | -                  | -           | -           | -           | 16     | 3      |
| 2015-gen. 2016     | Empoli             | A                  | 3          | 0          | CI              | 0               | 0               | -                  | -                  | -                  | -           | -           | -           | 3      | 0      |
| Totale Empoli      | Totale Empoli      | Totale Empoli      | 8          | 0          |                 | 0               | 0               |                    | -                  | -                  |             | -           | -           | 8      | 0      |
| gen.-giu. 2016     | Salernitana        | B                  | 9          | 0          | CI              | -               | -               | -                  | -                  | -                  | -           | -           | -           | 9      | 0      |
| 2016-2017          | Salernitana        | B                  | 31         | 1          | CI              | 0               | 0               | -                  | -                  | -                  | -           | -           | -           | 31     | 1      |
| Totale Salernitana | Totale Salernitana | Totale Salernitana | 40         | 1          |                 | 0               | 0               |                    | -                  | -                  |             | -           | -           | 40     | 1      |
| 2017-2018          | Novara             | B                  | 22         | 0          | CI              | 1               | 0               | -                  | -                  | -                  | -           | -           | -           | 23     | 0      |
| 2018-2019          | Novara             | C                  | 25+2       | 2          | CI              | 3               | 0               | -                  | -                  | -                  | -           | -           | -           | 30     | 2      |
| Totale Novara      | Totale Novara      | Totale Novara      | 47+2       | 2          |                 | 4               | 0               |                    | -                  | -                  |             | -           | -           | 53     | 2      |
| 2019-2020          | Padova             | C                  | 22+3       | 4+1        | CI-C            | 1               | 0               | -                  | -                  | -                  | -           | -           | -           | 26     | 5      |
| 2020-2021          | Padova             | C                  | 29+5       | 9+1        | CI              | 3               | 1               | -                  | -                  | -                  | -           | -           | -           | 37     | 11     |
| 2021-2022          | Padova             | C                  | 34+4       | 7          | CI+CI-C         | 1+3             | 0               | -                  | -                  | -                  | -           | -           | -           | 42     | 7      |
| Totale Padova      | Totale Padova      | Totale Padova      | 96+12      | 21+2       |                 | 9               | 1               |                    | -                  | -                  |             | -           | -           | 117    | 24     |
| 2022-2023          | L.R. Vicenza       | C                  | 25+4       | 3          | CI-C            | 4               | 0               | -                  | -                  | -                  | -           | -           | -           | 33     | 3      |
| 2023-2024          | L.R. Vicenza       | C                  | 35+7       | 4          | CI+CI-C         | 1+2             | 0               | -                  | -                  | -                  | -           | -           | -           | 45     | 4      |
| 2024-2025          | L.R. Vicenza       | C                  | 17+4       | 1          | CI-C            | 0               | 0               | -                  | -                  | -                  | -           | -           | -           | 21     | 1      |
| Totale Vicenza     | Totale Vicenza     | Totale Vicenza     | 77+15      | 8          |                 | 7               | 0               |                    | -                  | -                  |             | -           | -           | 99     | 8      |
| Totale carriera    | Totale carriera    | Totale carriera    | 366        | 37         |                 | 20              | 1               |                    | -                  | -                  |             | -           | -           | 386    | 38     |

## Palmarès

### Club

#### Competizioni nazionali
- Coppa Italia Serie C: 2

Padova: 2021-2022
L.R. Vicenza: 2022-2023